# Skärstuten
Skärstuten är en sjö i Ovanåkers kommun i Hälsingland och ingår i Ljusnans huvudavrinningsområde. Sjön har en area på 0,116 kvadratkilometer och ligger 276,1 meter över havet.

## Delavrinningsområde
Skärstuten ingår i det delavrinningsområde (681970-148399) som SMHI kallar för Mynnar i Lappbäcken. Medelhöjden är 285 meter över havet och ytan är 8,2 kvadratkilometer. Det finns inga avrinningsområden uppströms utan avrinningsområdet är högsta punkten. Vattendraget som avvattnar avrinningsområdet har biflödesordning 5, vilket innebär att vattnet flödar genom totalt 5 vattendrag innan det når havet efter 142 kilometer. Avrinningsområdet består mestadels av skog (89 procent). Avrinningsområdet har 0,33 kvadratkilometer vattenytor vilket ger det en sjöprocent på 4 procent.